# Benešovice
Benešovice település Csehországban, Tachovi járásban. Benešovice Kladruby, Bor, Stříbro, Svojšín és Ošelín településekkel határos. Lakosainak száma 237 fő (2024. január 1.).

## Népesség
A település lakosságának változását az alábbi diagram mutatja:
| Lakosok száma | 594  | 675  | 686  | 260  | 213  | 183  | 200  | 209  | 202  | 237  |
|               | 1869 | 1900 | 1921 | 1961 | 1980 | 2011 | 2016 | 2019 | 2021 | 2024 |